# Adinasara, Tirthahalli
Adinasara là một làng thuộc tehsil Tirthahalli, huyện Shimoga, bang Karnataka, Ấn Độ.